# 哈萨塔角灯塔
哈萨塔角灯塔（Heceta Head Light）是位於美国俄勒冈海岸附近的一座灯塔，它位于佛罗伦萨以北13英里（21公里）、亚查茨以南13英里（21公里）。该灯塔建于1894年，高56英尺（17米），周圍21海里（39公里；24英里）可被其燈光覆蓋。